# Vaux-Montreuil
Vaux-Montreuil är en kommun i departementet Ardennes i regionen Grand Est (tidigare regionen Champagne-Ardenne) i nordöstra Frankrike. Kommunen ligger  i kantonen Novion-Porcien som ligger i arrondissementet Rethel. År 2022 hade Vaux-Montreuil 108 invånare.

## Befolkningsutveckling
Antalet invånare i kommunen Vaux-Montreuil
Referens: INSEE